# Dvoudomost

Dvoudomé rostliny (vpravo) mají oddělené jedince se samičími a jedince se samčími rozmnožovacími orgány. Toto schéma ukazuje konkrétně květy, platí tedy pro krytosemenné rostliny.

Dvoudomost (dioecie) je vlastnost rostlin, kdy jednotlivá rostlina vytváří buď pouze samčí, nebo pouze samičí květy. K oplození je tedy třeba, aby byl pyl z jedné (samčí) rostliny, jejíž květy mají pouze tyčinky, přenesen na druhou (samičí), jejíž květy mají výhradně pestíky. Opakem je jednodomost. Tato vlastnost má význam například v ovocnářství.